# Ларрі Еванс
Ларрі Мелвін Еванс (22 березня 1932 — 15 листопада 2010) — американський шаховий гросмейстер, шаховий літератор і журналіст. Він п'ять разів вигравав чемпіонат США з шахів і чотири рази — відкритий чемпіонат США з шахів. Вів спільну шахову колонку і написав сам, або в співавторстві, понад 20 шахових книг.

## Шахова кар'єра

### Ранні роки
Еванс народився в Мангеттені 22 березня 1932 року. У 14 років поділив 4-5-е місця на чемпіонаті Marshall Chess Club. Наступного року впевнено виграв його, ставши наймолодшим чемпіоном цього клубу до тоді. Також він поділив 2-е місце на чемпіонаті США серед юніорів, про що було написано у вересневому номері журналу Chess Review 1947 року. В 16 років узяв участь у чемпіонаті США 1948, поділивши там 8-е місце. Поділив 1-е місце з Артуром Бісґаєром на чемпіонаті США серед юніорів 1949 року. До 18 років Еванс виграв чемпіонат Штату Нью-Йорк, а також індивідуальну золоту медаль на шаховій олімпіаді 1950 у Дубровнику. На ній він набрав 90 відсотків очок (8 перемог і 2 нічиї) на 6-й шахівниці і поділив 1-е місце з югославом Браславом Рабаром в абсолютному заліку.

### Чемпіон США

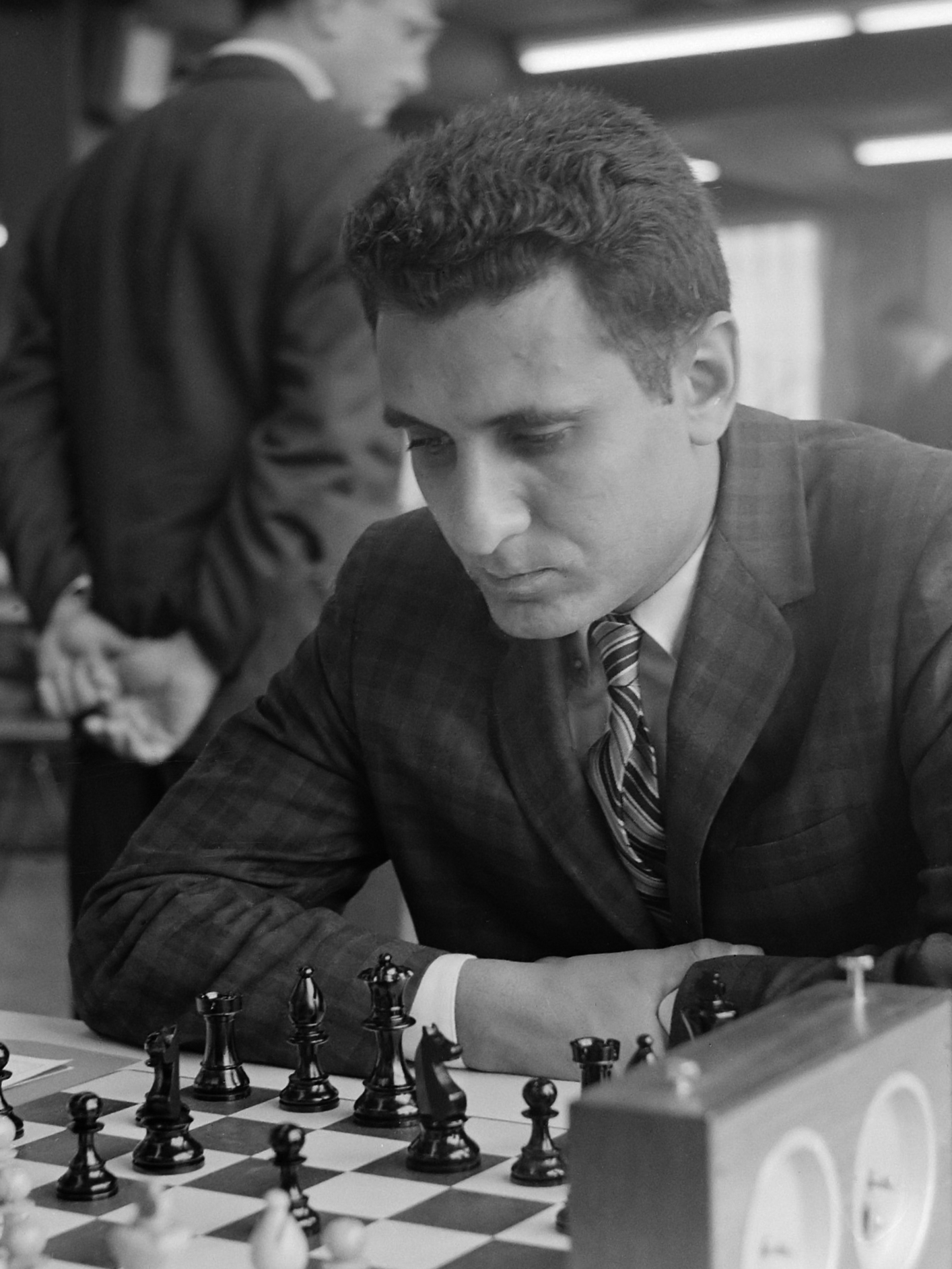
Ларрі Еванс (1964)

1951 року Еванс уперше виграв чемпіонат США, випередивши Самуеля Решевського, який поділивr 3–4-е місця на чемпіонаті світу 1948. Наступного року вдруге став чемпіоном, здолавши в титульному поєдинку Германа Стейнера. Він вигравав національний чемпіонат ще тричі: в 1961–62, 1967–68 і 1980 (поділив першість із Волтером Брауном і Ларрі Крістіансеном.

### Гросмейстер
1952 року ФІДЕ присудила Евансу звання міжнародного майстра, а в 1957 році гросмейстера. 1956 року державний департамент США призначив його «шаховим послом».
Еванс грав добре на багатьох змаганнях у США в 1960-70-х роках, але нечасто брав участь у міжнародних змаганнях за кордоном і менш успішно. Вигравав відкритий чемпіонат США в 1951, 1952, 1954 (поділив першість з Артуро Помаром, але виграв звання на тай-брейку), 1971 (поділив першу сходинку з Волтером Брауном). Крім того виграв перший турнір Lone Pine International 1971 року.

### Успіхи на олімпіадах
Представляв США на восьми олімпіадах впродовж 26 років. Виграв індивідуальну золоту медаль 1950, срібну — 1958 і бронзову — 1976. Крім цього допоміг команді загалом здобути золоті нагороди 1976 і срібло 1966.

### Найкращі міжнародні результати
Серед його найкращих результатів за кордоном дві перемоги на відкритому чемпіонаті Канади: 1956 року в Монреалі та 1966-го в Кінгстоні. 1975 року поділив 1-2-е місця в Портімау на турнірі Portugal International, 1967-го 2-3-є з чемпіоном світу Тиграном Петросяном, позаду Яна Гейна Доннера у Венеції. Однак його перша і остання спроба в циклі чемпіонату світу закінчилась 14-м місцем (10/23) на міжзональному турнірі 1964 в Амстердамі.

### Робота З Боббі Фішером
Еванс ніколи більше не брав участь в чемпіонському циклі і зосередився на допомозі своєму співвітчизникові Боббі Фішеру під час його підготовки до матчу за світову шахову корону. Він був секундантом Фішера в кандидатських матчах, завдяки яким той здобув право зіграти у матчі 1972 року проти Бориса Спаського, але не був секундантом у самому матчі після суперечки з Фішером.

## Смерть
15 листопада 2010 року Еванс помер в місті Рено, штат Невада, від ускладнень після операції жовчного міхура.

## Вибрані книги
- What's the Best Move? (1995). ISBN 0-671-51159-9.
- The 10 Most Common Chess Mistakes  (1998). ISBN 1-58042-009-5.
- How Good Is Your Chess? (2004). ISBN 1-58042-126-1.
- New Ideas in Chess (1958). Pitman. ISBN 0-486-28305-4 (1984 Dover edition). Revised edition in 2011, Cardoza Publishing, ISBN 978-1-58042-274-1.
- Modern Chess Brilliancies (1970). Fireside Simon and Schuster. ISBN 0-671-22420-4.
- Modern Chess Openings (1965). 10th edition, revised by Larry Evans, edited by Walter Korn. Pitman Publishing.
- Evans on Chess (1974). Cornerstone Library.
- This Crazy World of Chess (2007). Cardoza Publishing. ISBN 1-58042-218-7.

## Вибрані ігри
|   | a | b | c | d | e | f | g | h |   |
| 8 | c8 чорний король · b7 чорний пішак · c7 чорний пішак · f7 чорний пішак · g7 чорний пішак · h7 чорний пішак · e6 чорний пішак · b5 білий пішак · h5 чорний ферзь · f4 чорний кінь · a3 білий пішак · c3 білий кінь · d3 чорна тура · f3 білий пішак · h3 білий пішак · b2 білий пішак · c2 білий ферзь · g2 білий пішак · h2 білий король · g1 біла тура | c8 чорний король · b7 чорний пішак · c7 чорний пішак · f7 чорний пішак · g7 чорний пішак · h7 чорний пішак · e6 чорний пішак · b5 білий пішак · h5 чорний ферзь · f4 чорний кінь · a3 білий пішак · c3 білий кінь · d3 чорна тура · f3 білий пішак · h3 білий пішак · b2 білий пішак · c2 білий ферзь · g2 білий пішак · h2 білий король · g1 біла тура | c8 чорний король · b7 чорний пішак · c7 чорний пішак · f7 чорний пішак · g7 чорний пішак · h7 чорний пішак · e6 чорний пішак · b5 білий пішак · h5 чорний ферзь · f4 чорний кінь · a3 білий пішак · c3 білий кінь · d3 чорна тура · f3 білий пішак · h3 білий пішак · b2 білий пішак · c2 білий ферзь · g2 білий пішак · h2 білий король · g1 біла тура | c8 чорний король · b7 чорний пішак · c7 чорний пішак · f7 чорний пішак · g7 чорний пішак · h7 чорний пішак · e6 чорний пішак · b5 білий пішак · h5 чорний ферзь · f4 чорний кінь · a3 білий пішак · c3 білий кінь · d3 чорна тура · f3 білий пішак · h3 білий пішак · b2 білий пішак · c2 білий ферзь · g2 білий пішак · h2 білий король · g1 біла тура | c8 чорний король · b7 чорний пішак · c7 чорний пішак · f7 чорний пішак · g7 чорний пішак · h7 чорний пішак · e6 чорний пішак · b5 білий пішак · h5 чорний ферзь · f4 чорний кінь · a3 білий пішак · c3 білий кінь · d3 чорна тура · f3 білий пішак · h3 білий пішак · b2 білий пішак · c2 білий ферзь · g2 білий пішак · h2 білий король · g1 біла тура | c8 чорний король · b7 чорний пішак · c7 чорний пішак · f7 чорний пішак · g7 чорний пішак · h7 чорний пішак · e6 чорний пішак · b5 білий пішак · h5 чорний ферзь · f4 чорний кінь · a3 білий пішак · c3 білий кінь · d3 чорна тура · f3 білий пішак · h3 білий пішак · b2 білий пішак · c2 білий ферзь · g2 білий пішак · h2 білий король · g1 біла тура | c8 чорний король · b7 чорний пішак · c7 чорний пішак · f7 чорний пішак · g7 чорний пішак · h7 чорний пішак · e6 чорний пішак · b5 білий пішак · h5 чорний ферзь · f4 чорний кінь · a3 білий пішак · c3 білий кінь · d3 чорна тура · f3 білий пішак · h3 білий пішак · b2 білий пішак · c2 білий ферзь · g2 білий пішак · h2 білий король · g1 біла тура | c8 чорний король · b7 чорний пішак · c7 чорний пішак · f7 чорний пішак · g7 чорний пішак · h7 чорний пішак · e6 чорний пішак · b5 білий пішак · h5 чорний ферзь · f4 чорний кінь · a3 білий пішак · c3 білий кінь · d3 чорна тура · f3 білий пішак · h3 білий пішак · b2 білий пішак · c2 білий ферзь · g2 білий пішак · h2 білий король · g1 біла тура | 8 |
| 7 | c8 чорний король · b7 чорний пішак · c7 чорний пішак · f7 чорний пішак · g7 чорний пішак · h7 чорний пішак · e6 чорний пішак · b5 білий пішак · h5 чорний ферзь · f4 чорний кінь · a3 білий пішак · c3 білий кінь · d3 чорна тура · f3 білий пішак · h3 білий пішак · b2 білий пішак · c2 білий ферзь · g2 білий пішак · h2 білий король · g1 біла тура | c8 чорний король · b7 чорний пішак · c7 чорний пішак · f7 чорний пішак · g7 чорний пішак · h7 чорний пішак · e6 чорний пішак · b5 білий пішак · h5 чорний ферзь · f4 чорний кінь · a3 білий пішак · c3 білий кінь · d3 чорна тура · f3 білий пішак · h3 білий пішак · b2 білий пішак · c2 білий ферзь · g2 білий пішак · h2 білий король · g1 біла тура | c8 чорний король · b7 чорний пішак · c7 чорний пішак · f7 чорний пішак · g7 чорний пішак · h7 чорний пішак · e6 чорний пішак · b5 білий пішак · h5 чорний ферзь · f4 чорний кінь · a3 білий пішак · c3 білий кінь · d3 чорна тура · f3 білий пішак · h3 білий пішак · b2 білий пішак · c2 білий ферзь · g2 білий пішак · h2 білий король · g1 біла тура | c8 чорний король · b7 чорний пішак · c7 чорний пішак · f7 чорний пішак · g7 чорний пішак · h7 чорний пішак · e6 чорний пішак · b5 білий пішак · h5 чорний ферзь · f4 чорний кінь · a3 білий пішак · c3 білий кінь · d3 чорна тура · f3 білий пішак · h3 білий пішак · b2 білий пішак · c2 білий ферзь · g2 білий пішак · h2 білий король · g1 біла тура | c8 чорний король · b7 чорний пішак · c7 чорний пішак · f7 чорний пішак · g7 чорний пішак · h7 чорний пішак · e6 чорний пішак · b5 білий пішак · h5 чорний ферзь · f4 чорний кінь · a3 білий пішак · c3 білий кінь · d3 чорна тура · f3 білий пішак · h3 білий пішак · b2 білий пішак · c2 білий ферзь · g2 білий пішак · h2 білий король · g1 біла тура | c8 чорний король · b7 чорний пішак · c7 чорний пішак · f7 чорний пішак · g7 чорний пішак · h7 чорний пішак · e6 чорний пішак · b5 білий пішак · h5 чорний ферзь · f4 чорний кінь · a3 білий пішак · c3 білий кінь · d3 чорна тура · f3 білий пішак · h3 білий пішак · b2 білий пішак · c2 білий ферзь · g2 білий пішак · h2 білий король · g1 біла тура | c8 чорний король · b7 чорний пішак · c7 чорний пішак · f7 чорний пішак · g7 чорний пішак · h7 чорний пішак · e6 чорний пішак · b5 білий пішак · h5 чорний ферзь · f4 чорний кінь · a3 білий пішак · c3 білий кінь · d3 чорна тура · f3 білий пішак · h3 білий пішак · b2 білий пішак · c2 білий ферзь · g2 білий пішак · h2 білий король · g1 біла тура | c8 чорний король · b7 чорний пішак · c7 чорний пішак · f7 чорний пішак · g7 чорний пішак · h7 чорний пішак · e6 чорний пішак · b5 білий пішак · h5 чорний ферзь · f4 чорний кінь · a3 білий пішак · c3 білий кінь · d3 чорна тура · f3 білий пішак · h3 білий пішак · b2 білий пішак · c2 білий ферзь · g2 білий пішак · h2 білий король · g1 біла тура | 7 |
| 6 | c8 чорний король · b7 чорний пішак · c7 чорний пішак · f7 чорний пішак · g7 чорний пішак · h7 чорний пішак · e6 чорний пішак · b5 білий пішак · h5 чорний ферзь · f4 чорний кінь · a3 білий пішак · c3 білий кінь · d3 чорна тура · f3 білий пішак · h3 білий пішак · b2 білий пішак · c2 білий ферзь · g2 білий пішак · h2 білий король · g1 біла тура | c8 чорний король · b7 чорний пішак · c7 чорний пішак · f7 чорний пішак · g7 чорний пішак · h7 чорний пішак · e6 чорний пішак · b5 білий пішак · h5 чорний ферзь · f4 чорний кінь · a3 білий пішак · c3 білий кінь · d3 чорна тура · f3 білий пішак · h3 білий пішак · b2 білий пішак · c2 білий ферзь · g2 білий пішак · h2 білий король · g1 біла тура | c8 чорний король · b7 чорний пішак · c7 чорний пішак · f7 чорний пішак · g7 чорний пішак · h7 чорний пішак · e6 чорний пішак · b5 білий пішак · h5 чорний ферзь · f4 чорний кінь · a3 білий пішак · c3 білий кінь · d3 чорна тура · f3 білий пішак · h3 білий пішак · b2 білий пішак · c2 білий ферзь · g2 білий пішак · h2 білий король · g1 біла тура | c8 чорний король · b7 чорний пішак · c7 чорний пішак · f7 чорний пішак · g7 чорний пішак · h7 чорний пішак · e6 чорний пішак · b5 білий пішак · h5 чорний ферзь · f4 чорний кінь · a3 білий пішак · c3 білий кінь · d3 чорна тура · f3 білий пішак · h3 білий пішак · b2 білий пішак · c2 білий ферзь · g2 білий пішак · h2 білий король · g1 біла тура | c8 чорний король · b7 чорний пішак · c7 чорний пішак · f7 чорний пішак · g7 чорний пішак · h7 чорний пішак · e6 чорний пішак · b5 білий пішак · h5 чорний ферзь · f4 чорний кінь · a3 білий пішак · c3 білий кінь · d3 чорна тура · f3 білий пішак · h3 білий пішак · b2 білий пішак · c2 білий ферзь · g2 білий пішак · h2 білий король · g1 біла тура | c8 чорний король · b7 чорний пішак · c7 чорний пішак · f7 чорний пішак · g7 чорний пішак · h7 чорний пішак · e6 чорний пішак · b5 білий пішак · h5 чорний ферзь · f4 чорний кінь · a3 білий пішак · c3 білий кінь · d3 чорна тура · f3 білий пішак · h3 білий пішак · b2 білий пішак · c2 білий ферзь · g2 білий пішак · h2 білий король · g1 біла тура | c8 чорний король · b7 чорний пішак · c7 чорний пішак · f7 чорний пішак · g7 чорний пішак · h7 чорний пішак · e6 чорний пішак · b5 білий пішак · h5 чорний ферзь · f4 чорний кінь · a3 білий пішак · c3 білий кінь · d3 чорна тура · f3 білий пішак · h3 білий пішак · b2 білий пішак · c2 білий ферзь · g2 білий пішак · h2 білий король · g1 біла тура | c8 чорний король · b7 чорний пішак · c7 чорний пішак · f7 чорний пішак · g7 чорний пішак · h7 чорний пішак · e6 чорний пішак · b5 білий пішак · h5 чорний ферзь · f4 чорний кінь · a3 білий пішак · c3 білий кінь · d3 чорна тура · f3 білий пішак · h3 білий пішак · b2 білий пішак · c2 білий ферзь · g2 білий пішак · h2 білий король · g1 біла тура | 6 |
| 5 | c8 чорний король · b7 чорний пішак · c7 чорний пішак · f7 чорний пішак · g7 чорний пішак · h7 чорний пішак · e6 чорний пішак · b5 білий пішак · h5 чорний ферзь · f4 чорний кінь · a3 білий пішак · c3 білий кінь · d3 чорна тура · f3 білий пішак · h3 білий пішак · b2 білий пішак · c2 білий ферзь · g2 білий пішак · h2 білий король · g1 біла тура | c8 чорний король · b7 чорний пішак · c7 чорний пішак · f7 чорний пішак · g7 чорний пішак · h7 чорний пішак · e6 чорний пішак · b5 білий пішак · h5 чорний ферзь · f4 чорний кінь · a3 білий пішак · c3 білий кінь · d3 чорна тура · f3 білий пішак · h3 білий пішак · b2 білий пішак · c2 білий ферзь · g2 білий пішак · h2 білий король · g1 біла тура | c8 чорний король · b7 чорний пішак · c7 чорний пішак · f7 чорний пішак · g7 чорний пішак · h7 чорний пішак · e6 чорний пішак · b5 білий пішак · h5 чорний ферзь · f4 чорний кінь · a3 білий пішак · c3 білий кінь · d3 чорна тура · f3 білий пішак · h3 білий пішак · b2 білий пішак · c2 білий ферзь · g2 білий пішак · h2 білий король · g1 біла тура | c8 чорний король · b7 чорний пішак · c7 чорний пішак · f7 чорний пішак · g7 чорний пішак · h7 чорний пішак · e6 чорний пішак · b5 білий пішак · h5 чорний ферзь · f4 чорний кінь · a3 білий пішак · c3 білий кінь · d3 чорна тура · f3 білий пішак · h3 білий пішак · b2 білий пішак · c2 білий ферзь · g2 білий пішак · h2 білий король · g1 біла тура | c8 чорний король · b7 чорний пішак · c7 чорний пішак · f7 чорний пішак · g7 чорний пішак · h7 чорний пішак · e6 чорний пішак · b5 білий пішак · h5 чорний ферзь · f4 чорний кінь · a3 білий пішак · c3 білий кінь · d3 чорна тура · f3 білий пішак · h3 білий пішак · b2 білий пішак · c2 білий ферзь · g2 білий пішак · h2 білий король · g1 біла тура | c8 чорний король · b7 чорний пішак · c7 чорний пішак · f7 чорний пішак · g7 чорний пішак · h7 чорний пішак · e6 чорний пішак · b5 білий пішак · h5 чорний ферзь · f4 чорний кінь · a3 білий пішак · c3 білий кінь · d3 чорна тура · f3 білий пішак · h3 білий пішак · b2 білий пішак · c2 білий ферзь · g2 білий пішак · h2 білий король · g1 біла тура | c8 чорний король · b7 чорний пішак · c7 чорний пішак · f7 чорний пішак · g7 чорний пішак · h7 чорний пішак · e6 чорний пішак · b5 білий пішак · h5 чорний ферзь · f4 чорний кінь · a3 білий пішак · c3 білий кінь · d3 чорна тура · f3 білий пішак · h3 білий пішак · b2 білий пішак · c2 білий ферзь · g2 білий пішак · h2 білий король · g1 біла тура | c8 чорний король · b7 чорний пішак · c7 чорний пішак · f7 чорний пішак · g7 чорний пішак · h7 чорний пішак · e6 чорний пішак · b5 білий пішак · h5 чорний ферзь · f4 чорний кінь · a3 білий пішак · c3 білий кінь · d3 чорна тура · f3 білий пішак · h3 білий пішак · b2 білий пішак · c2 білий ферзь · g2 білий пішак · h2 білий король · g1 біла тура | 5 |
| 4 | c8 чорний король · b7 чорний пішак · c7 чорний пішак · f7 чорний пішак · g7 чорний пішак · h7 чорний пішак · e6 чорний пішак · b5 білий пішак · h5 чорний ферзь · f4 чорний кінь · a3 білий пішак · c3 білий кінь · d3 чорна тура · f3 білий пішак · h3 білий пішак · b2 білий пішак · c2 білий ферзь · g2 білий пішак · h2 білий король · g1 біла тура | c8 чорний король · b7 чорний пішак · c7 чорний пішак · f7 чорний пішак · g7 чорний пішак · h7 чорний пішак · e6 чорний пішак · b5 білий пішак · h5 чорний ферзь · f4 чорний кінь · a3 білий пішак · c3 білий кінь · d3 чорна тура · f3 білий пішак · h3 білий пішак · b2 білий пішак · c2 білий ферзь · g2 білий пішак · h2 білий король · g1 біла тура | c8 чорний король · b7 чорний пішак · c7 чорний пішак · f7 чорний пішак · g7 чорний пішак · h7 чорний пішак · e6 чорний пішак · b5 білий пішак · h5 чорний ферзь · f4 чорний кінь · a3 білий пішак · c3 білий кінь · d3 чорна тура · f3 білий пішак · h3 білий пішак · b2 білий пішак · c2 білий ферзь · g2 білий пішак · h2 білий король · g1 біла тура | c8 чорний король · b7 чорний пішак · c7 чорний пішак · f7 чорний пішак · g7 чорний пішак · h7 чорний пішак · e6 чорний пішак · b5 білий пішак · h5 чорний ферзь · f4 чорний кінь · a3 білий пішак · c3 білий кінь · d3 чорна тура · f3 білий пішак · h3 білий пішак · b2 білий пішак · c2 білий ферзь · g2 білий пішак · h2 білий король · g1 біла тура | c8 чорний король · b7 чорний пішак · c7 чорний пішак · f7 чорний пішак · g7 чорний пішак · h7 чорний пішак · e6 чорний пішак · b5 білий пішак · h5 чорний ферзь · f4 чорний кінь · a3 білий пішак · c3 білий кінь · d3 чорна тура · f3 білий пішак · h3 білий пішак · b2 білий пішак · c2 білий ферзь · g2 білий пішак · h2 білий король · g1 біла тура | c8 чорний король · b7 чорний пішак · c7 чорний пішак · f7 чорний пішак · g7 чорний пішак · h7 чорний пішак · e6 чорний пішак · b5 білий пішак · h5 чорний ферзь · f4 чорний кінь · a3 білий пішак · c3 білий кінь · d3 чорна тура · f3 білий пішак · h3 білий пішак · b2 білий пішак · c2 білий ферзь · g2 білий пішак · h2 білий король · g1 біла тура | c8 чорний король · b7 чорний пішак · c7 чорний пішак · f7 чорний пішак · g7 чорний пішак · h7 чорний пішак · e6 чорний пішак · b5 білий пішак · h5 чорний ферзь · f4 чорний кінь · a3 білий пішак · c3 білий кінь · d3 чорна тура · f3 білий пішак · h3 білий пішак · b2 білий пішак · c2 білий ферзь · g2 білий пішак · h2 білий король · g1 біла тура | c8 чорний король · b7 чорний пішак · c7 чорний пішак · f7 чорний пішак · g7 чорний пішак · h7 чорний пішак · e6 чорний пішак · b5 білий пішак · h5 чорний ферзь · f4 чорний кінь · a3 білий пішак · c3 білий кінь · d3 чорна тура · f3 білий пішак · h3 білий пішак · b2 білий пішак · c2 білий ферзь · g2 білий пішак · h2 білий король · g1 біла тура | 4 |
| 3 | c8 чорний король · b7 чорний пішак · c7 чорний пішак · f7 чорний пішак · g7 чорний пішак · h7 чорний пішак · e6 чорний пішак · b5 білий пішак · h5 чорний ферзь · f4 чорний кінь · a3 білий пішак · c3 білий кінь · d3 чорна тура · f3 білий пішак · h3 білий пішак · b2 білий пішак · c2 білий ферзь · g2 білий пішак · h2 білий король · g1 біла тура | c8 чорний король · b7 чорний пішак · c7 чорний пішак · f7 чорний пішак · g7 чорний пішак · h7 чорний пішак · e6 чорний пішак · b5 білий пішак · h5 чорний ферзь · f4 чорний кінь · a3 білий пішак · c3 білий кінь · d3 чорна тура · f3 білий пішак · h3 білий пішак · b2 білий пішак · c2 білий ферзь · g2 білий пішак · h2 білий король · g1 біла тура | c8 чорний король · b7 чорний пішак · c7 чорний пішак · f7 чорний пішак · g7 чорний пішак · h7 чорний пішак · e6 чорний пішак · b5 білий пішак · h5 чорний ферзь · f4 чорний кінь · a3 білий пішак · c3 білий кінь · d3 чорна тура · f3 білий пішак · h3 білий пішак · b2 білий пішак · c2 білий ферзь · g2 білий пішак · h2 білий король · g1 біла тура | c8 чорний король · b7 чорний пішак · c7 чорний пішак · f7 чорний пішак · g7 чорний пішак · h7 чорний пішак · e6 чорний пішак · b5 білий пішак · h5 чорний ферзь · f4 чорний кінь · a3 білий пішак · c3 білий кінь · d3 чорна тура · f3 білий пішак · h3 білий пішак · b2 білий пішак · c2 білий ферзь · g2 білий пішак · h2 білий король · g1 біла тура | c8 чорний король · b7 чорний пішак · c7 чорний пішак · f7 чорний пішак · g7 чорний пішак · h7 чорний пішак · e6 чорний пішак · b5 білий пішак · h5 чорний ферзь · f4 чорний кінь · a3 білий пішак · c3 білий кінь · d3 чорна тура · f3 білий пішак · h3 білий пішак · b2 білий пішак · c2 білий ферзь · g2 білий пішак · h2 білий король · g1 біла тура | c8 чорний король · b7 чорний пішак · c7 чорний пішак · f7 чорний пішак · g7 чорний пішак · h7 чорний пішак · e6 чорний пішак · b5 білий пішак · h5 чорний ферзь · f4 чорний кінь · a3 білий пішак · c3 білий кінь · d3 чорна тура · f3 білий пішак · h3 білий пішак · b2 білий пішак · c2 білий ферзь · g2 білий пішак · h2 білий король · g1 біла тура | c8 чорний король · b7 чорний пішак · c7 чорний пішак · f7 чорний пішак · g7 чорний пішак · h7 чорний пішак · e6 чорний пішак · b5 білий пішак · h5 чорний ферзь · f4 чорний кінь · a3 білий пішак · c3 білий кінь · d3 чорна тура · f3 білий пішак · h3 білий пішак · b2 білий пішак · c2 білий ферзь · g2 білий пішак · h2 білий король · g1 біла тура | c8 чорний король · b7 чорний пішак · c7 чорний пішак · f7 чорний пішак · g7 чорний пішак · h7 чорний пішак · e6 чорний пішак · b5 білий пішак · h5 чорний ферзь · f4 чорний кінь · a3 білий пішак · c3 білий кінь · d3 чорна тура · f3 білий пішак · h3 білий пішак · b2 білий пішак · c2 білий ферзь · g2 білий пішак · h2 білий король · g1 біла тура | 3 |
| 2 | c8 чорний король · b7 чорний пішак · c7 чорний пішак · f7 чорний пішак · g7 чорний пішак · h7 чорний пішак · e6 чорний пішак · b5 білий пішак · h5 чорний ферзь · f4 чорний кінь · a3 білий пішак · c3 білий кінь · d3 чорна тура · f3 білий пішак · h3 білий пішак · b2 білий пішак · c2 білий ферзь · g2 білий пішак · h2 білий король · g1 біла тура | c8 чорний король · b7 чорний пішак · c7 чорний пішак · f7 чорний пішак · g7 чорний пішак · h7 чорний пішак · e6 чорний пішак · b5 білий пішак · h5 чорний ферзь · f4 чорний кінь · a3 білий пішак · c3 білий кінь · d3 чорна тура · f3 білий пішак · h3 білий пішак · b2 білий пішак · c2 білий ферзь · g2 білий пішак · h2 білий король · g1 біла тура | c8 чорний король · b7 чорний пішак · c7 чорний пішак · f7 чорний пішак · g7 чорний пішак · h7 чорний пішак · e6 чорний пішак · b5 білий пішак · h5 чорний ферзь · f4 чорний кінь · a3 білий пішак · c3 білий кінь · d3 чорна тура · f3 білий пішак · h3 білий пішак · b2 білий пішак · c2 білий ферзь · g2 білий пішак · h2 білий король · g1 біла тура | c8 чорний король · b7 чорний пішак · c7 чорний пішак · f7 чорний пішак · g7 чорний пішак · h7 чорний пішак · e6 чорний пішак · b5 білий пішак · h5 чорний ферзь · f4 чорний кінь · a3 білий пішак · c3 білий кінь · d3 чорна тура · f3 білий пішак · h3 білий пішак · b2 білий пішак · c2 білий ферзь · g2 білий пішак · h2 білий король · g1 біла тура | c8 чорний король · b7 чорний пішак · c7 чорний пішак · f7 чорний пішак · g7 чорний пішак · h7 чорний пішак · e6 чорний пішак · b5 білий пішак · h5 чорний ферзь · f4 чорний кінь · a3 білий пішак · c3 білий кінь · d3 чорна тура · f3 білий пішак · h3 білий пішак · b2 білий пішак · c2 білий ферзь · g2 білий пішак · h2 білий король · g1 біла тура | c8 чорний король · b7 чорний пішак · c7 чорний пішак · f7 чорний пішак · g7 чорний пішак · h7 чорний пішак · e6 чорний пішак · b5 білий пішак · h5 чорний ферзь · f4 чорний кінь · a3 білий пішак · c3 білий кінь · d3 чорна тура · f3 білий пішак · h3 білий пішак · b2 білий пішак · c2 білий ферзь · g2 білий пішак · h2 білий король · g1 біла тура | c8 чорний король · b7 чорний пішак · c7 чорний пішак · f7 чорний пішак · g7 чорний пішак · h7 чорний пішак · e6 чорний пішак · b5 білий пішак · h5 чорний ферзь · f4 чорний кінь · a3 білий пішак · c3 білий кінь · d3 чорна тура · f3 білий пішак · h3 білий пішак · b2 білий пішак · c2 білий ферзь · g2 білий пішак · h2 білий король · g1 біла тура | c8 чорний король · b7 чорний пішак · c7 чорний пішак · f7 чорний пішак · g7 чорний пішак · h7 чорний пішак · e6 чорний пішак · b5 білий пішак · h5 чорний ферзь · f4 чорний кінь · a3 білий пішак · c3 білий кінь · d3 чорна тура · f3 білий пішак · h3 білий пішак · b2 білий пішак · c2 білий ферзь · g2 білий пішак · h2 білий король · g1 біла тура | 2 |
| 1 | c8 чорний король · b7 чорний пішак · c7 чорний пішак · f7 чорний пішак · g7 чорний пішак · h7 чорний пішак · e6 чорний пішак · b5 білий пішак · h5 чорний ферзь · f4 чорний кінь · a3 білий пішак · c3 білий кінь · d3 чорна тура · f3 білий пішак · h3 білий пішак · b2 білий пішак · c2 білий ферзь · g2 білий пішак · h2 білий король · g1 біла тура | c8 чорний король · b7 чорний пішак · c7 чорний пішак · f7 чорний пішак · g7 чорний пішак · h7 чорний пішак · e6 чорний пішак · b5 білий пішак · h5 чорний ферзь · f4 чорний кінь · a3 білий пішак · c3 білий кінь · d3 чорна тура · f3 білий пішак · h3 білий пішак · b2 білий пішак · c2 білий ферзь · g2 білий пішак · h2 білий король · g1 біла тура | c8 чорний король · b7 чорний пішак · c7 чорний пішак · f7 чорний пішак · g7 чорний пішак · h7 чорний пішак · e6 чорний пішак · b5 білий пішак · h5 чорний ферзь · f4 чорний кінь · a3 білий пішак · c3 білий кінь · d3 чорна тура · f3 білий пішак · h3 білий пішак · b2 білий пішак · c2 білий ферзь · g2 білий пішак · h2 білий король · g1 біла тура | c8 чорний король · b7 чорний пішак · c7 чорний пішак · f7 чорний пішак · g7 чорний пішак · h7 чорний пішак · e6 чорний пішак · b5 білий пішак · h5 чорний ферзь · f4 чорний кінь · a3 білий пішак · c3 білий кінь · d3 чорна тура · f3 білий пішак · h3 білий пішак · b2 білий пішак · c2 білий ферзь · g2 білий пішак · h2 білий король · g1 біла тура | c8 чорний король · b7 чорний пішак · c7 чорний пішак · f7 чорний пішак · g7 чорний пішак · h7 чорний пішак · e6 чорний пішак · b5 білий пішак · h5 чорний ферзь · f4 чорний кінь · a3 білий пішак · c3 білий кінь · d3 чорна тура · f3 білий пішак · h3 білий пішак · b2 білий пішак · c2 білий ферзь · g2 білий пішак · h2 білий король · g1 біла тура | c8 чорний король · b7 чорний пішак · c7 чорний пішак · f7 чорний пішак · g7 чорний пішак · h7 чорний пішак · e6 чорний пішак · b5 білий пішак · h5 чорний ферзь · f4 чорний кінь · a3 білий пішак · c3 білий кінь · d3 чорна тура · f3 білий пішак · h3 білий пішак · b2 білий пішак · c2 білий ферзь · g2 білий пішак · h2 білий король · g1 біла тура | c8 чорний король · b7 чорний пішак · c7 чорний пішак · f7 чорний пішак · g7 чорний пішак · h7 чорний пішак · e6 чорний пішак · b5 білий пішак · h5 чорний ферзь · f4 чорний кінь · a3 білий пішак · c3 білий кінь · d3 чорна тура · f3 білий пішак · h3 білий пішак · b2 білий пішак · c2 білий ферзь · g2 білий пішак · h2 білий король · g1 біла тура | c8 чорний король · b7 чорний пішак · c7 чорний пішак · f7 чорний пішак · g7 чорний пішак · h7 чорний пішак · e6 чорний пішак · b5 білий пішак · h5 чорний ферзь · f4 чорний кінь · a3 білий пішак · c3 білий кінь · d3 чорна тура · f3 білий пішак · h3 білий пішак · b2 білий пішак · c2 білий ферзь · g2 білий пішак · h2 білий король · g1 біла тура | 1 |
|   | a | b | c | d | e | f | g | h |   |

Шаблон:Algebraic notation
Ця гра проти майбутнього гросмейстера Деніела Янофскі, була першою перемогою Еванса проти зазначеного гравця:
Даніель Янофскі–Ларрі Еванс, U.S. Open 1947; Alekhine Defence (ECO B05) 
1.e4 Nf6 2.e5 Nd5 3.d4 d6 4.Nf3 Bg4 5.h3 Bxf3 6.Qxf3 dxe5 7.dxe5 e6 8.a3 Nc6 9.Bb5 Qd7 10.c4 Nde7 11.0-0 Qd4 12.Bg5 a6 13.Bxe7 axb5 14.Bxf8 Rxf8 15.cxb5 Nxe5 16.Qe2 0-0-0 17.Nc3 Ng6 18.Rad1 Qe5 19.Qc2 Rxd1 20.Rxd1 Rd8 21.Rc1 Nf4 22.Kh1 Qh5 24.Kh2 Rd3 25.f3 (see diagram) 25…Rxf3! 26.Rd1 Nxh3! 27.gxf3 Nf2+ 28.Kg3 Qh3+ 29.Kf4 Qh2+ 30.Ke3 0–1
У своїй книзі «Modern Chess Brilliances» Еванс перерахував чотири з його власних перемог:
- Evans vs. Berger, 1964 [Архівовано 29 вересня 2015 у Wayback Machine.]
- Evans vs. Blackstone, 1965 [Архівовано 3 березня 2016 у Wayback Machine.]
- Evans vs. Zuckerman, 1967, U.S. Championship
- Koehler vs. Evans, 1968, U.S. National Open